# Joc de suma nul·la
En teoria de jocs un joc de suma nul·la és una situació en què els beneficis o les pèrdues d'un jugador queden exactament equilibrades per les pèrdues o els guanys dels altres jugadors. S'anomena de suma nul·la perquè quan se sumen els guanys de tots els participants i se'n resten les pèrdues, el resultat és zero. En la situació més restringida de jocs de tauler per a dues persones, equival a dir que o bé guanya un jugador, o bé guanya l'altre o hi ha un empat. La suma nul·la és un cas especial del cas més general de joc de suma constant, en què els beneficis i les pèrdues de tots els jugadors sumen el mateix valor. Tallar un pastís és una situació de suma constant o nul·la perquè portar-te un tros més gran redueix la quantitat de pastís que li queda als altres. Les estratègies òptimes per a jocs de suma nul·la de dos jugadors solen emprar estratègies o algoritmes minimax.
Les situacions en què els participants poden beneficiar-se o perdre alhora, com l'intercanvi de productes entre un estat que produeix un excés de taronges i un altre que produeix un excés de pomes, en la qual ambdues es beneficien de la transacció, es denominen jocs de suma no nul·la. Quan es tracta una situació de suma no nul·la com si fos una situació de suma nul·la es produeix una fal·làcia de suma nul·la.
L'any 1944 John von Neumann i Oskar Morgenstern van demostrar que qualsevol joc de suma nul·la amb n jugadors és, de fet, una forma generalitzada d'un joc de suma nul·la per a dues persones, i que qualsevol joc de suma no nul·la per a n jugadors pot reduir-se a un joc de suma nul·la per a n + 1 jugadors, on el jugador n + 1 representa el guany o pèrdua total (es pot considerar com la «banca» que apareix a diversos jocs). Això suggereix que els jocs de suma nul·la per a dos jugadors formen el nucli central de la teoria de jocs.

## Situacions de suma no nul·la en economia
Les situacions de suma no nul·la són una part important de l'activitat econòmica, a causa de la producció, la utilitat marginal i la subjectivitat del valor. La majoria de les situacions econòmiques són de suma no nul·la, ja que es poden crear, destruir, o assignar béns i serveis valuosos, i qualsevol d'aquests crearà un guany net o una pèrdua neta.
Si un granger aconsegueix una collita abundant, es beneficia en ser capaç de vendre una major quantitat de producte i obtenir més diners. Els consumidors a qui subministra també es beneficien, ja que hi ha més producte al mercat i baixa el preu de cada unitat. Altres grangers que no hagin tingut collites tan bones tindran algunes pèrdues, però probablement les seves pèrdues seran menors que els beneficis que obtenen els altres, de manera que en general l'abundant collita ha generat un benefici net. El mateix argument s'aplica a altres tipus d'activitats productives.
El comerç és una activitat de suma no nul·la, ja que totes les parts en una transacció voluntària creuen que la seva situació millorarà després d'ella, o si no, no participarien. És possible que estiguin equivocats en creure això, però l'experiència suggereix que la gent sol encertar a l'hora de jutjar si una transacció els beneficia, i per això continuen realitzant-les al llarg de les seves vides. No sempre succeeix que tots els participants es beneficiïn d'igual forma; tot i així, un intercanvi és una situació de suma no nul·la sempre que se'n deriva en un benefici net, sense importar com sigui de desigual la distribució dels guanys.

## Exemple en teoria de jocs
La matriu de beneficis d'un joc és una forma de representació convenient per a les situacions habituals en teoria de joc. Com a exemple consideri's el joc de suma nul·la per a dos jugadors que es mostra a la dreta. L'ordre de joc és el següent: el primer jugador elegeix en secret una de les dues accions 1 o 2; el segon jugador, sense conèixer l'elecció del primer, elegeix en secret una de les tres accions A, B o C. Llavors es revelen les eleccions de cada jugador i s'assigna la puntuació corresponent.
En aquest exemple els dos jugadors coneixen la matriu de beneficis i tracten de maximitzar els seus punts. Què han de fer? El jugador 1 pot raonar de la següent forma: «amb l'acció 2, puc perdre 20 punts i guanyar només 20, mentre que amb l'1 puc perdre només 10 però puc guanyar 30, de manera que 1 sembla molt millor». Amb un raonament similar, 2 elegirà C. Si els dos jugadors prenen aquestes eleccions, el primer jugador guanyarà 20 punts i el segon en perdrà 20. Però què passa si el jugador 2 anticipa el raonament d'1, i elegeix B, per guanyar 10 punts? o si el primer jugador anticipa aquest truc i elegeix 2, per guanyar 20 punts?
John von Neumann va aportar la idea fonamental que la probabilitat proporciona una forma de sortir d'aquest embolic. En lloc de decidir-se per una acció definitiva, els dos jugadors assignen probabilitats a les seves accions, i llavors usen un dispositiu que, d'acord amb les esmentades probabilitats, elegeix una acció per ells. Cada jugador calcula les probabilitats per minimitzar el màxim valor esperat de les pèrdues, independentment de l'estratègia de l'oponent; això porta a un problema d'àlgebra lineal amb una solució única per a cada jugador. Aquest mètode minimax pot calcular estratègies òptimes per a tots els jocs de dos jugadors i suma nul·la. Per a l'exemple anterior, resulta que el primer jugador ha d'elegir 1 amb probabilitat 57%, i l'acció 2 amb probabilitat 43%, mentre que el segon hauria d'assignar les probabilitats 0%, 57% i 43% a les tres opcions A, B i C. El jugador 1 guanyarà llavors 2,85 punts de mitjana per joc.